# 广州宗教建筑列表
广州各宗教发展演变，与广州传统文化融合，形成了许多具有地方特色的教派和宗教文化遗迹，如：光孝寺、华林寺、怀圣寺、三元宫、东山堂等。近年陆续重修、开放多座具有宗教特色的建筑。以下是广州市各宗教的建筑列表。

## 佛教
| 寺庙     | 所属区县         |
| -------- | ---------------- |
| 光孝寺   | 越秀区           |
| 六榕寺   | 越秀区           |
| 华林寺   | 荔湾区           |
| 海幢寺   | 海珠区           |
| 大佛寺   | 越秀区           |
| 萝峰寺   | 黄埔区           |
| 能仁寺   |                  |
| 无着庵   | 越秀区           |
| 万寿寺   | 增城区           |
| 陶轮学社 |                  |
| 东山庙   | 越秀区（已不存） |

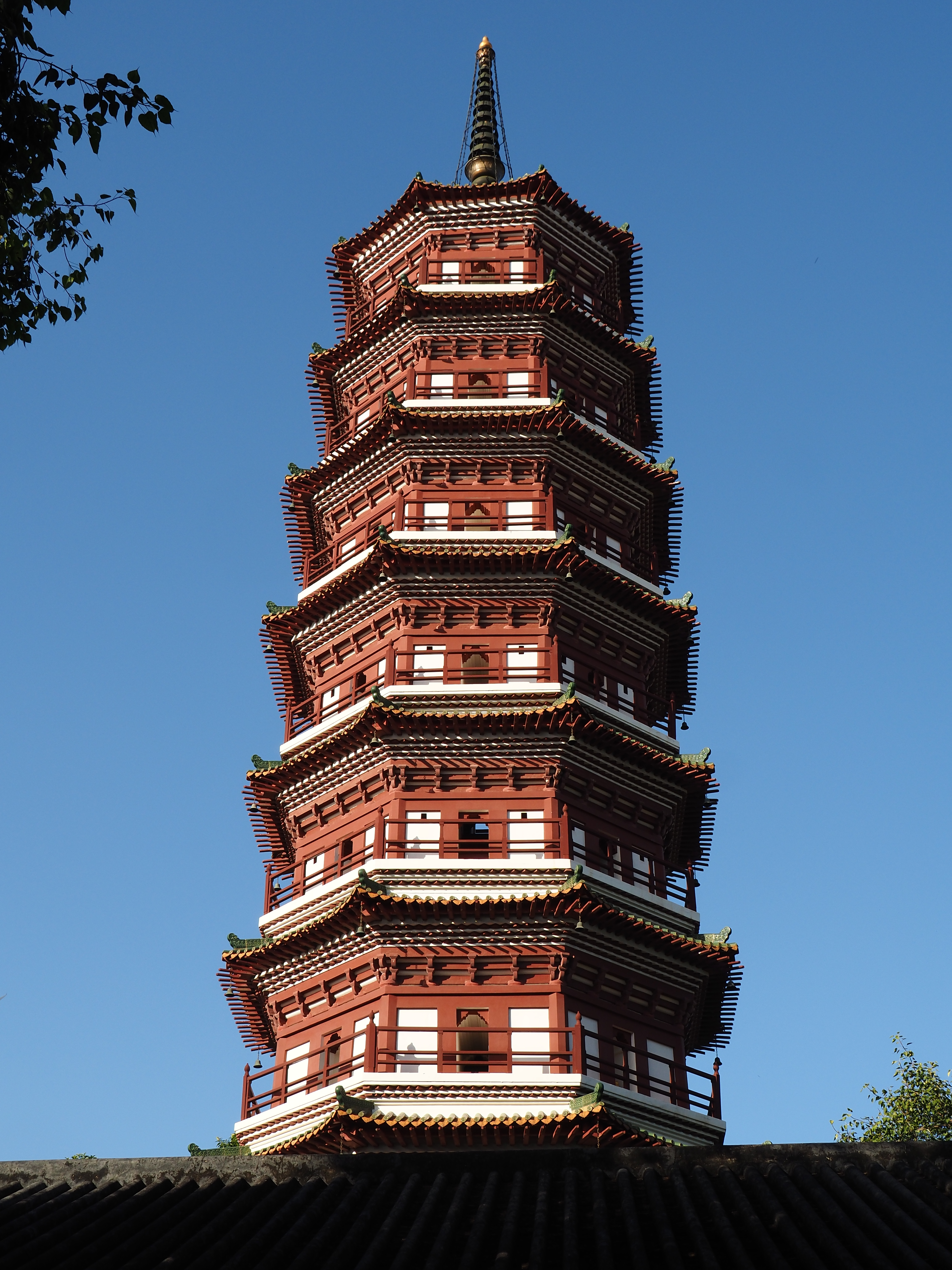
六榕寺

光孝寺、六榕寺、华林寺、海幢寺与大佛寺并称广州五大丛林。

## 道教

### 现存的道观

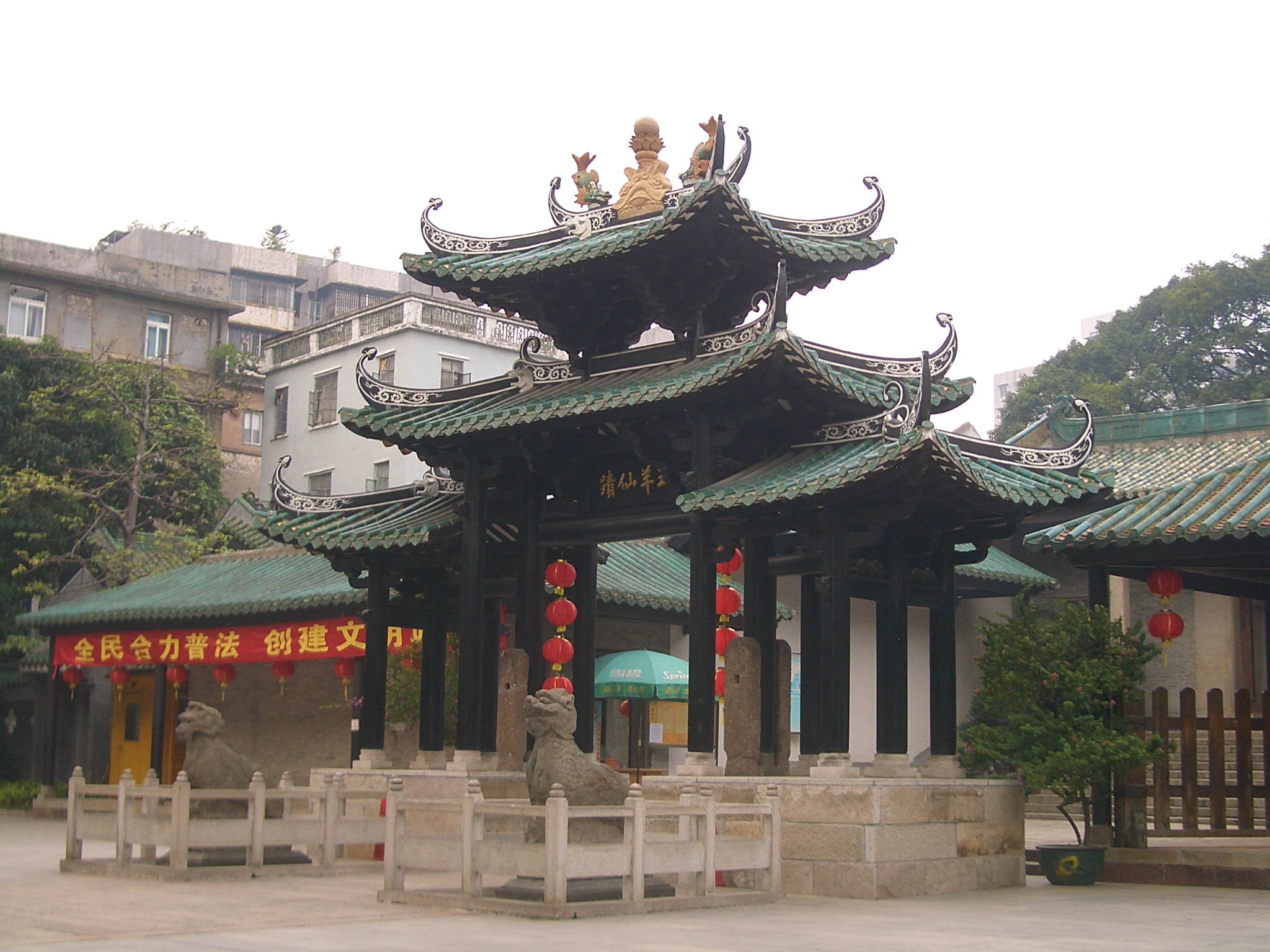
五仙观

- 三元宫
- 纯阳观
- 白云仙馆
- 五仙观[3]
- 仁威庙
- 城隍庙
- 南海神庙
- 杨箕玉虚宫
- 黄大仙祠
- 南沙天后宫
- 廣東圓玄道觀
- 五岳殿、斗姥宫

### 已湮没的宫观
- 元妙观
- 应元宫
- 修元精舍
- 云泉山馆
- 碧虚观、郑仙翁祠[4]

## 伊斯兰教

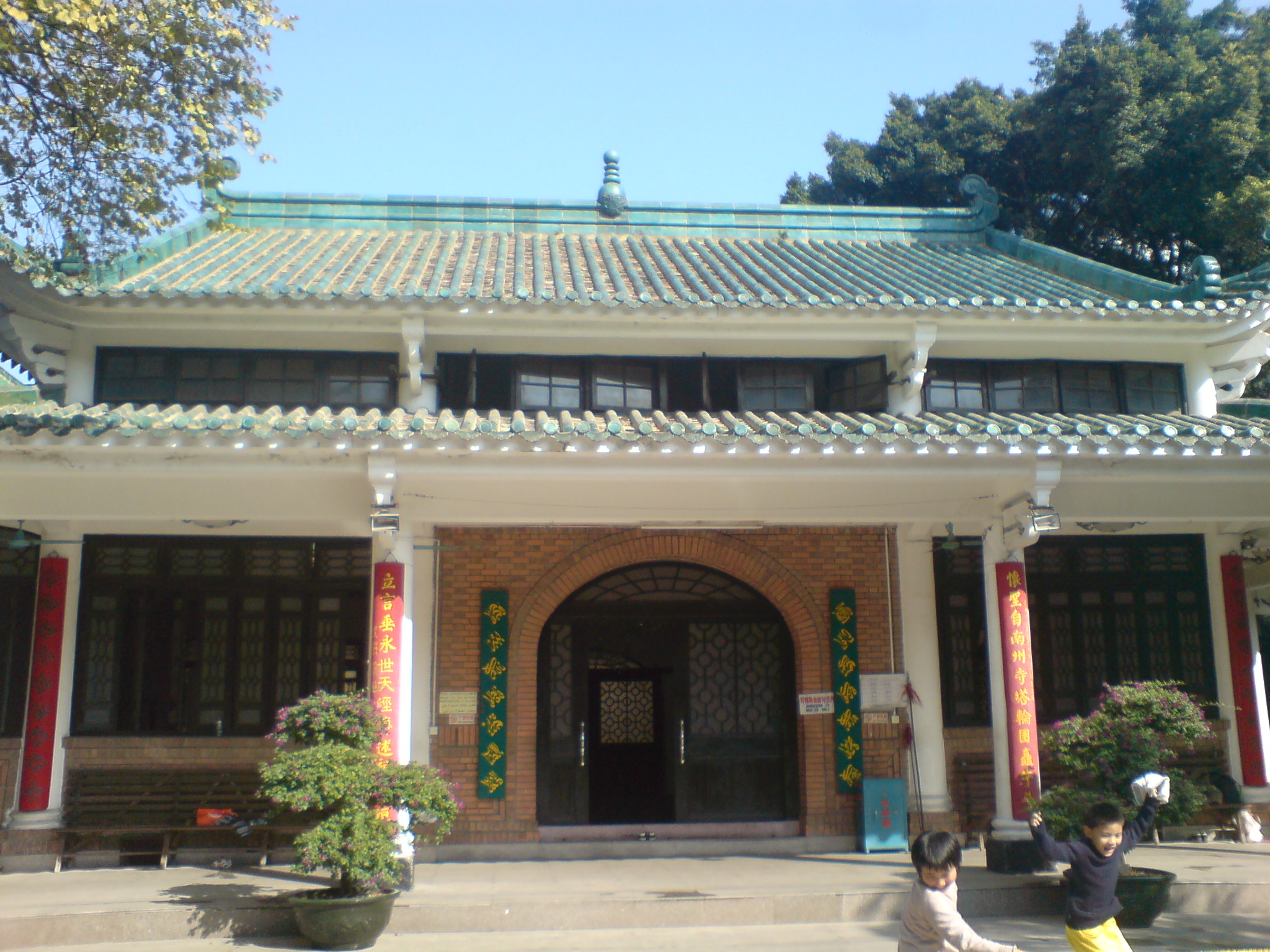
怀圣寺院内的礼拜殿

- 怀圣寺
- 东营寺
- 濠畔寺
- 清真先贤古墓[5]
- 南胜寺（已不存）
- 东郊寺（已拆除）

## 基督宗教

### 天主教

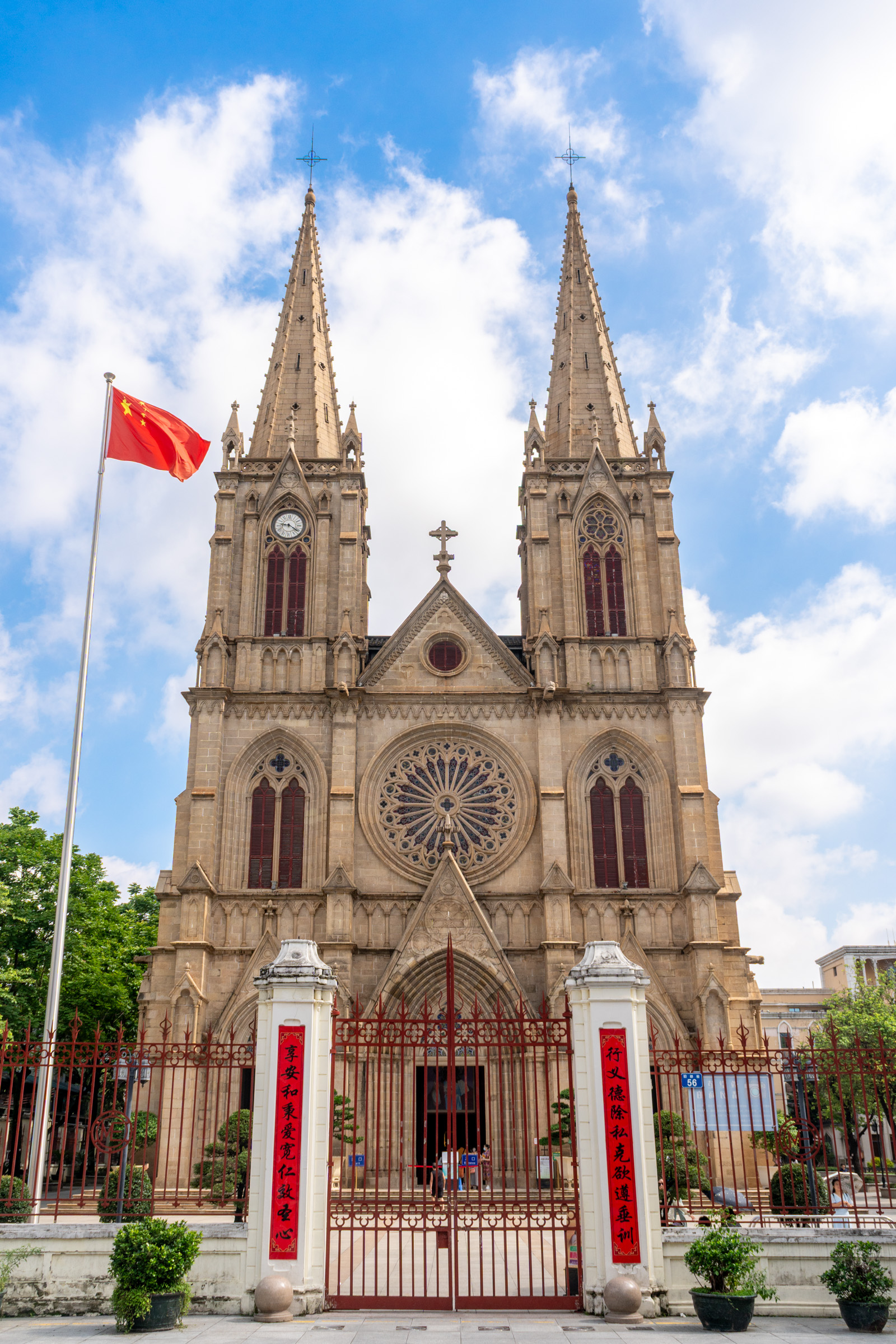
石室圣心大教堂

- 石室耶稣圣心堂（天主教广州总教区主教座堂）
- 沙面露德圣母堂
- 河南宝岗圣母圣心堂
- 东山圣五伤方济各堂
- 已不存：小北圣依纳爵堂、淘金坑主佑天主堂、中山四路圣阿纳堂、西华路西山圣母堂

### 新教
- 东山堂
- 救主堂
- 锡安堂
- 光孝堂
- 十甫堂
- 芳村堂
- 洪德堂
- 沙面堂
- 万善堂
- 沙河堂、天河堂[6]
- 现不作宗教用途：西村堂、仁济堂、信义会芳村堂
- 逢源堂（已不存）
- 已拆除：惠爱堂、小港堂、东石浸信会